# 楠梓陸橋
楠梓陸橋是位於臺灣高雄市楠梓區的一座橋樑。因設計上動線複雜、出口眾多，易使機車騎士迷路，有「楠梓百慕達」的外號。
楠梓陸橋位於楠梓、橋頭、仁武，三區交界地帶。連結高楠公路（省道台1線）、楠梓新路（省道台22線），以及加昌路、楠陽路。其興建工程分為三期：第一期為興建東西向的楠陽高架橋，於1991年11月12日通車；第二期為舊楠梓陸橋拆除重建，並興建與楠陽高架橋銜接的匝道、聯絡道，於1999年1月25日完工；第三期為新闢楠梓新路與楠陽路聯絡道，2002年12月完工。
該陸橋為往返楠梓、橋頭、仁武及左營的重要節點，由於五個方向車流匯集，還有後勁溪、縱貫線鐵路阻隔，汽機車匝道及環道交錯、出口多達14處。而台灣實行車種分流，除了增加意外發生率外，機車被迫繞道行駛，騎士經常因動線不熟而迷路，因此被戲稱「楠梓百慕達」。2018年起高雄市政府交通局以黃、橙、藍、棕四色區別不同方向路線，以作為改善方案。

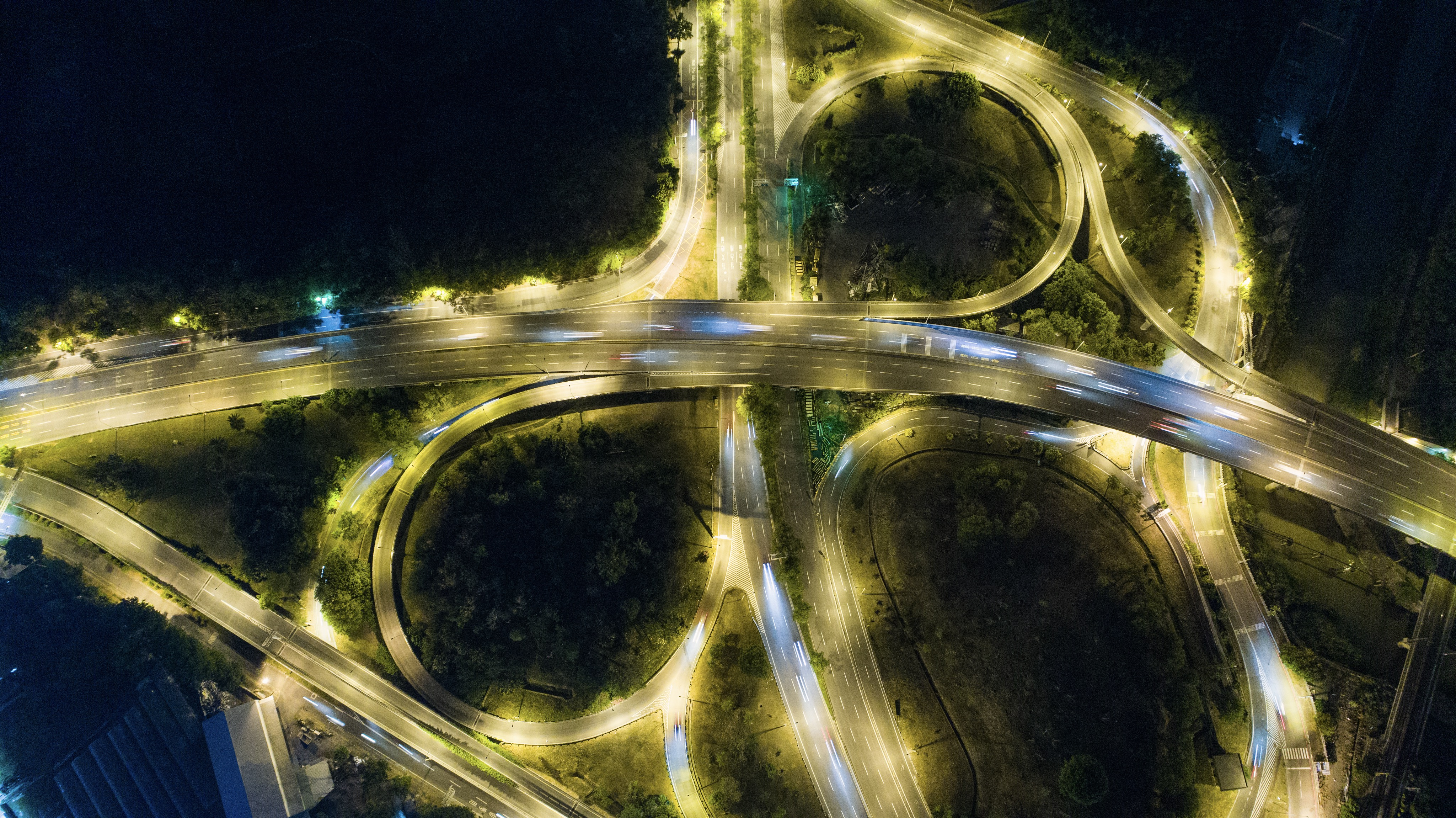
楠梓陸橋與楠陽高架橋的夜間空拍。圖中縱向者為楠梓陸橋、橫向者為楠陽高架橋。照片下方為北方，接台1線往橋頭、岡山方向；上方接台1線往左營方向；右方接加昌路往後勁、楠梓科技產業園區；左方接楠陽路，往仁武、大社；右側南北向的匝道則是台22線，上方匯入台1線、下方往楠梓車站
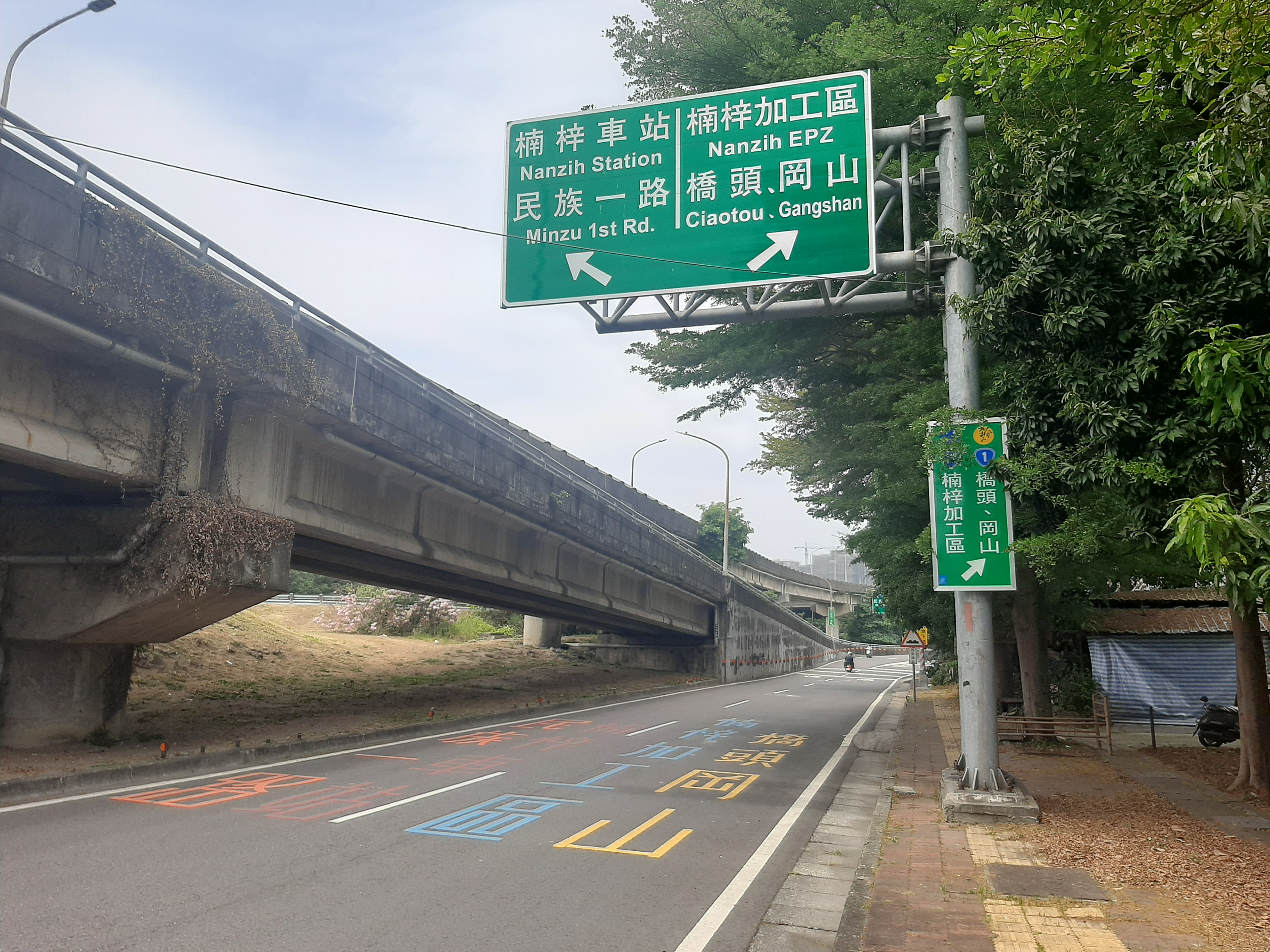
由於機慢車不得直行楠梓陸橋，需繞行下方複雜的聯絡道、引道，極易迷路，故高雄市交通局獨創以四種顏色引導。本彩色標線字位於楠陽高架橋引道北側機車專用道